# Lista de medalhistas da natação no Campeonato Mundial de Esportes Aquáticos (masculino)
Esta é a 'lista completa de medalhistas, na natação para homens,  em Campeonatos Mundiais de Esportes Aquáticos, de 1973 a 2019.

## 50 metroslivre
| Ano            | Ouro                          | Prata                         | Bronze                        |
| -------------- | ----------------------------- | ----------------------------- | ----------------------------- |
| 1986 Madri     | USA Tom Jager                 | SUI Dano Halsall              | USA Matt Biondi               |
| 1991 Perth     | USA Tom Jager                 | USA Matt Biondi               | URS Gennadiy Prigoda          |
| 1994 Roma      | RUS Alexander Popov           | USA Gary Hall Jr.             | LTU Majolis Raimundas         |
| 1998 Perth     | USA Bill Pilczuk              | RUS Alexander Popov           | PUR Ricardo Busquets          |
| 1998 Perth     | USA Bill Pilczuk              | RUS Alexander Popov           | AUS Michael Klim              |
| 2001 Fukuoka   | USA Anthony Ervin             | NED Pieter van den Hoogenband | RSA Roland Schoeman           |
| 2001 Fukuoka   | USA Anthony Ervin             | NED Pieter van den Hoogenband | JPN Tomohiro Yamanoi          |
| 2003 Barcelona | RUS Alexander Popov           | GBR Mark Foster               | NED Pieter van den Hoogenband |
| 2005 Montreal  | RSA Roland Schoeman           | CRO Duje Draganja             | POL Bartosz Kizierowski       |
| 2007 Melbourne | USA Benjamin Wildman-Tobriner | USA Cullen Jones              | SWE Stefan Nystrand           |
| 2009 Roma      | BRA César Cielo               | FRA Frederick Bousquet        | FRA Amaury Leveaux            |
| 2011 Xangai    | BRA César Cielo               | ITA Luca Dotto                | FRA Alain Bernard             |
| 2013 Barcelona | BRA César Cielo               | RUS Vladimir Morozov          | TRI George Richard            |
| 2015 Kazan     | FRA Florent Manaudou          | USA Nathan Adrian             | BRA Bruno Fratus              |
| 2017 Budapest  | USA Caeleb Dressel            | BRA Bruno Fratus              | GBR Ben Proud                 |

## 100 metroslivre
| Ano            | Ouro                  | Prata                         | Bronze                 |
| -------------- | --------------------- | ----------------------------- | ---------------------- |
| 1973 Belgrado  | USA Jim Montgomery    | FRA Michael Rousseau          | AUS Mike Wenden        |
| 1975 Cali      | USA Andy Coan         | URS Vladimir Bure             | USA Jim Montgomery     |
| 1978 Berlin    | USA David McCagg      | USA Jim Montgomery            | FRG Klaus Steinbach    |
| 1982 Guayaquil | GDR Jörg Woithe       | USA Rowdy Gaines              | SWE Per Johansson      |
| 1986 Madri     | USA Matt Biondi       | FRA Stéphan Caron             | USA Tom Jager          |
| 1991 Perth     | USA Matt Biondi       | SWE Tommy Werner              | ITA Giorgio Lamberti   |
| 1994 Roma      | RUS Alexander Popov   | USA Gary Hall Jr.             | BRA Gustavo Borges     |
| 1998 Perth     | RUS Alexander Popov   | AUS Michael Klim              | SWE Lars Frölander     |
| 2001 Fukuoka   | USA Anthony Ervin     | NED Pieter van den Hoogenband | SWE Lars Frölander     |
| 2003 Barcelona | RUS Alexander Popov   | NED Pieter van den Hoogenband | AUS Ian Thorpe         |
| 2005 Montreal  | ITA Filippo Magnini   | RSA Roland Schoeman           | RSA Ryk Neethling      |
| 2007 Melbourne | ITA Filippo Magnini   | não teve                      | AUS Eamon Sullivan     |
| 2007 Melbourne | CAN Brent Hayden      | não teve                      | AUS Eamon Sullivan     |
| 2009 Roma      | BRA César Cielo Filho | FRA Alain Bernard             | FRA Frédérick Bousquet |
| 2011 Shanghai  | AUS James Magnussen   | CAN Brent Hayden              | FRA William Meynard    |
| 2013 Barcelona | AUS James Magnussen   | USA James Feigen              | USA Nathan Adrian      |
| 2015 Kazan     | CHN Ning Zetao        | AUS Cameron McEvoy            | ARG Frederico Gabrich  |
| 2017 Budapest  | USA Caeleb Dressel    | USA Nathan Adrian             | FRA Mehdy Metella      |

## 200 metroslivre
| Ano            | Ouro                  | Prata                         | Bronze                        |
| -------------- | --------------------- | ----------------------------- | ----------------------------- |
| 1973 Belgrado  | USA Jim Montgomery    | USA Kurt Krumpholz            | GDR Roger Pyttel              |
| 1975 Cali      | USA Timothy Shaw      | USA Bruce Furniss             | GBR Brian Brinkley            |
| 1978 Berlin    | USA William Forrester | USA Rowdy Gaines              | URS Sergey Kopliakov          |
| 1982 Guayaquil | FRG Michael Gross     | USA Rowdy Gaines              | GDR Jörg Woithe               |
| 1986 Madri     | FRG Michael Gross     | GDR Sven Lodziewski           | USA Matt Biondi               |
| 1991 Perth     | ITA Giorgio Lamberti  | GER Steffen Zesner            | POL Artur Wojdat              |
| 1994 Roma      | FIN Antti Kasvio      | SWE Anders Holmertz           | NZL Danyon Loader             |
| 1998 Perth     | AUS Michael Klim      | ITA Massimiliano Rosolino     | NED Pieter van den Hoogenband |
| 2001 Fukuoka   | AUS Ian Thorpe        | NED Pieter van den Hoogenband | USA Klete Keller              |
| 2003 Barcelona | AUS Ian Thorpe        | NED Pieter van den Hoogenband | AUS Grant Hackett             |
| 2005 Montreal  | USA Michael Phelps    | AUS Grant Hackett             | RSA Ryk Neethling             |
| 2007 Melbourne | USA Michael Phelps    | NED Pieter van den Hoogenband | KOR Tae Hwan Park             |
| 2009 Roma      | GER Paul Biedermann   | USA Michael Phelps            | RUS Danila Izotov             |
| 2011 Xangai    | USA Ryan Lochte       | USA Michael Phelps            | GER Paul Biedermann           |
| 2013 Barcelona | FRA Yannick Agnel     | USA Conor Dwyer               | RUS Danila Izotov             |
| 2015 Kazan     | GBR James Guy         | CHN Sun Yang                  | GER Paul Biedermann           |
| 2017 Budapest  | CHN Sun Yang          | USA Townley Hass              | RUS Aleksandr Krasnykh        |
| 2019 Gwangju   | CHN Sun Yang          | JPN Katsuhiro Matsumoto       | RUS Martin Malyutin           |
| 2019 Gwangju   | CHN Sun Yang          | JPN Katsuhiro Matsumoto       | GBR Duncan Scott              |

## 400 metroslivre
| Ano            | Ouro                  | Prata                  | Bronze                 |
| -------------- | --------------------- | ---------------------- | ---------------------- |
| 1973 Belgrado  | USA Rick DeMont       | AUS Brad Cooper        | SWE Bengt Gingsjö      |
| 1975 Cali      | USA Timothy Shaw      | USA Bruce Furniss      | GDR Frank Pfüste       |
| 1978 Berlin    | URS Vladimir Salnikov | USA Jeffrey Float      | USA William Forrester  |
| 1982 Guayaquil | URS Vladimir Salnikov | URS Svietoslav Semenov | GDR Sven Lodziewski    |
| 1986 Madri     | FRG Rainer Henkel     | GDR Uwe Dassler        | USA Daniel Jorgensen   |
| 1991 Perth     | GER Jörg Hoffmann     | GER Stefan Pfeiffer    | POL Artur Wojdat       |
| 1994 Roma      | AUS Kieren Perkins    | FIN Antti Kasvio       | NZL Danyon Loader      |
| 1998 Perth     | AUS Ian Thorpe        | AUS Grant Hackett      | GBR Paul Palmer        |
| 2001 Fukuoka   | AUS Ian Thorpe        | AUS Grant Hackett      | ITA Emiliano Brembilla |
| 2003 Barcelona | AUS Ian Thorpe        | AUS Grant Hackett      | ROM Dragoş Coman       |
| 2005 Montreal  | AUS Grant Hackett     | RUS Yury Prilukov      | TUN Oussama Mellouli   |
| 2007 Melbourne | KOR Park Tae-Hwan     | AUS Grant Hackett      | RUS Yury Prilukov      |
| 2009 Roma      | GER Paul Biedermann   | TUN Oussama Mellouli   | CHN Zhang Lin          |
| 2011 Xangai    | KOR Park Tae-Hwan     | CHN Sun Yang           | GER Paul Biedermann    |
| 2013 Barcelona | CHN Sun Yang          | JPN Kosuke Hajino      | USA Connor Jaeger      |
| 2015 Kazan     | CHN Sun Yang          | GBR James Guy          | CAN Ryan Cochrane      |
| 2017 Budapest  | CHN Sun Yang          | AUS Mack Horton        | ITA Gabriele Detti     |
| 2019 Gwangju   | CHN Sun Yang          | AUS Mack Horton        | ITA Gabriele Detti     |

## 800 metroslivre
| Ano            | Ouro                    | Prata                    | Bronze                   |
| -------------- | ----------------------- | ------------------------ | ------------------------ |
| 2001 Fukuoka   | AUS Ian Thorpe          | AUS Grant Hackett        | GBR Graeme Smith         |
| 2003 Barcelona | AUS Grant Hackett       | USA Larsen Jensen        | UKR Igor Chervynskyi     |
| 2005 Montreal  | AUS Grant Hackett       | USA Larsen Jensen        | RUS Yury Prilukov        |
| 2007 Melbourne | POL Przemysław Stańczyk | AUS Craig Stevens        | ITA Federico Colbertaldo |
| 2009 Roma      | CHN Zhang Lin           | TUN Oussama Mellouli     | CAN Ryan Cochrane        |
| 2011 Xangai    | CHN Sun Yang            | CAN Ryan Cochrane        | HUN Gergő Kis            |
| 2013 Barcelona | CHN Sun Yang            | USA Michael McBroom      | CAN Ryan Cochrane        |
| 2015 Kazan     | CHN Sun Yang            | ITA Gregorio Paltrinieri | AUS Mack Horton          |
| 2017 Budapest  | ITA Gabriele Detti      | POL Wojciech Wojdak      | ITA Gregorio Paltrinieri |

## 1500 metroslivre
| Ano            | Ouro                     | Prata                   | Bronze                   |
| -------------- | ------------------------ | ----------------------- | ------------------------ |
| 1973 Belgrado  | AUS Stephen Holland      | USA Rick DeMont         | AUS Brad Cooper          |
| 1975 Cali      | USA Timothy Shaw         | USA Brian Goodell       | GBR David Parker         |
| 1978 Berlin    | URS Vladimir Salnikov    | YUG Borut Petric        | USA Robert Hackett       |
| 1982 Guayaquil | URS Vladimir Salnikov    | URS Sviatoslav Semenov  | YUG Darjan Petric        |
| 1986 Madri     | FRG Rainer Henkel        | ITA Stefano Battistelli | USA Daniel Jorgensen     |
| 1991 Perth     | GER Jörg Hoffmann        | AUS Kieren Perkins      | GER Stefan Pfeiffer      |
| 1994 Roma      | AUS Kieren Perkins       | AUS Daniel Kowalski     | GER Steffen Zesner       |
| 1998 Perth     | AUS Grant Hackett        | ITA Emiliano Brembilla  | AUS Daniel Kowalski      |
| 2001 Fukuoka   | AUS Grant Hackett        | GBR Graeme Smith        | RUS Alexei Filipets      |
| 2003 Barcelona | AUS Grant Hackett        | UKR Igor Chervynskyi    | USA Erik Vendt           |
| 2005 Montreal  | AUS Grant Hackett        | USA Larsen Jensen       | GBR David Davies         |
| 2007 Melbourne | POL Mateusz Sawrymowicz  | RUS Yury Prilukov       | GBR David Davies         |
| 2009 Roma      | TUN Oussama Mellouli     | CAN Ryan Cochrane       | CHN Sun Yang             |
| 2011 Xangai    | CHN Sun Yang             | CAN Ryan Cochrane       | HUN Gergő Kis            |
| 2013 Barcelona | CHN Sun Yang             | CAN Ryan Cochrane       | ITA Gregorio Paltrinieri |
| 2015 Kazan     | ITA Gregorio Paltrinieri | USA Connor Jaeger       | CAN Ryan Cochrane        |
| 2019 Budapest  | ITA Gregorio Paltrinieri | UKR Mykhailo Romanchuk  | AUS Mack Horton          |

## 50 metroscostas
| Ano            | Ouro                       | Prata               | Bronze                 |
| -------------- | -------------------------- | ------------------- | ---------------------- |
| 2001 Fukuoka   | USA Randall Bal            | GER Thomas Rupprath | AUS Matt Welsh         |
| 2003 Barcelona | GER Thomas Rupprath        | AUS Matt Welsh      | RSA Gerhard Zandberg   |
| 2005 Montreal  | GRE Aristeidis Grigoriadis | AUS Matt Welsh      | GBR Liam Tancock       |
| 2007 Melbourne | RSA Gerhard Zandberg       | GER Thomas Rupprath | GBR Liam Tancock       |
| 2009 Roma      | GBR Liam Tancock           | JPN Junya Koga      | RSA Gerhard Zandberg   |
| 2011 Shanghai  | GBR Liam Tancock           | FRA Camille Lacourt | RSA Gerhardus Zandberg |
| 2013 Barcelona | FRA Camille Lacourt        | USA Matt Grevers    | não teve               |
| 2013 Barcelona | FRA Camille Lacourt        | FRA Jérémy Stravius | não teve               |
| 2015 Kazan     | FRA Camille Lacourt        | USA Matt Grevers    | AUS Ben Treffers       |
| 2017 Budapest  | FRA Camille Lacourt        | JPN Junya Koga      | USA Matt Grevers       |

## 100 metroscostas
| Ano            | Ouro                    | Prata                 | Bronze                  |
| -------------- | ----------------------- | --------------------- | ----------------------- |
| 1973 Belgrado  | GDR Roland Matthes      | USA Michael Stamm     | GDR Lutz Wanja          |
| 1975 Cali      | GDR Roland Matthes      | USA John Murphy       | não teve                |
| 1975 Cali      | GDR Roland Matthes      | USA Malvin Nash       | não teve                |
| 1978 Berlin    | USA Bob Jackson         | USA Peter Rocka       | BRA Rômulo Arantes      |
| 1982 Guayaquil | GDR Dirk Richter        | USA Rick Carey        | URS Vladimir Chementov  |
| 1986 Madri     | URS Igor Polyansky      | GDR Dirk Richter      | URS Serguei Zaboltnov   |
| 1991 Perth     | USA Jeff Rouse          | CAN Mark Tewksbury    | ESP Martín López-Zubero |
| 1994 Roma      | ESP Martín López-Zubero | USA Jeff Rouse        | HUN Tamás Deutsch       |
| 1998 Perth     | USA Lenny Krayzelburg   | CAN Mark Versfeld     | GER Stev Theloke        |
| 2001 Fukuoka   | AUS Matt Welsh          | ISL Örn Arnarson      | GER Steffen Driesen     |
| 2003 Barcelona | USA Aaron Peirsol       | RUS Arkady Vyatchanin | não teve                |
| 2003 Barcelona | USA Aaron Peirsol       | AUS Matt Welsh        | não teve                |
| 2005 Montreal  | USA Aaron Peirsol       | USA Randall Bal       | HUN László Cseh         |
| 2007 Melbourne | USA Aaron Peirsol       | USA Ryan Lochte       | GBR Liam Tancock        |
| 2009 Roma      | JPN Junya Koga          | GER Helge Meeuw       | ESP Aschwin Wildeboer   |
| 2011 Shanghai  | FRA Camille Lacourt     | não teve              | JPN Ryosuke Irie        |
| 2011 Shanghai  | FRA Jérémy Stravius     | não teve              | JPN Ryosuke Irie        |
| 2013 Barcelona | USA Matt Grevers        | USA David Plummer     | FRA Jérémy Stravius     |
| 2015 Kazan     | AUS Mitch Larkin        | FRA Camille Lacourt   | USA Matt Grevers        |
| 2017 Budapest  | CHN Xu Jiayu            | USA Matt Grevers      | USA Ryan Murphy         |
| 2019 Gwangju   | CHN Xu Jiayu            | RUS Evgeny Rylov      | AUS Mitch Larkin        |

## 200 metroscostas
| Ano            | Ouro                    | Prata                   | Bronze                |
| -------------- | ----------------------- | ----------------------- | --------------------- |
| 1973 Belgrado  | GDR Roland Matthes      | HUN Zóltan Verrasztó    | USA John Naber        |
| 1975 Cali      | HUN Zóltan Verrasztó    | AUS Mark Tonelli        | USA Paul Hove         |
| 1978 Berlin    | USA Jesse Vassallo      | NZL Gary Hurring        | HUN Zóltan Verrasztó  |
| 1982 Guayaquil | USA Rick Carey          | HUN Zoltan Wladar       | GDR Frank Baltrusch   |
| 1986 Madri     | URS Igor Polyansky      | GDR Frank Baltrusch     | FRG Frank Hoffmeister |
| 1991 Perth     | ESP Martín López-Zubero | ITA Stefano Battistelli | URS Vladimir Selkov   |
| 1994 Roma      | RUS Vladimir Selkov     | ESP Martín López-Zubero | USA Royce Sharp       |
| 1998 Perth     | USA Lenny Krayzelburg   | GER Ralf Braun          | CAN Mark Versfeld     |
| 2001 Fukuoka   | USA Aaron Peirsol       | AUT Markus Rogan        | ISL Örn Arnarson      |
| 2003 Barcelona | USA Aaron Peirsol       | CRO Gordan Kožulj       | FRA Simon Dufour      |
| 2005 Montreal  | USA Aaron Peirsol       | AUT Markus Rogan        | USA Ryan Lochte       |
| 2007 Melbourne | USA Ryan Lochte         | USA Aaron Peirsol       | AUT Markus Rogan      |
| 2009 Roma      | USA Aaron Peirsol       | JPN Ryosuke Irie        | USA Ryan Lochte       |
| 2011 Shanghai  | USA Ryan Lochte         | JPN Ryosuke Irie        | USA Tyler Clary       |
| 2013 Barcelona | USA Ryan Lochte         | POL Radosław Kawęcki    | USA Tyler Clary       |
| 2015 Kazan     | AUS Mitch Larkin        | POL Radosław Kawęcki    | RUS Evgeny Rylov      |
| 2017 Budapest  | RUS Evgeny Rylov        | USA Ryan Murphy         | USA Jacob Pebley      |

## 50 metrospeito
| Ano            | Ouro                      | Prata                     | Bronze                    |
| -------------- | ------------------------- | ------------------------- | ------------------------- |
| 2001 Fukuoka   | UKR Oleg Lisogor          | RUS Roman Sloudnov        | ITA Domenico Fioravanti   |
| 2003 Barcelona | GBR James Gibson          | UKR Oleg Lisogor          | HUN Mihály Flaskay        |
| 2005 Montreal  | GER Mark Warnecke         | USA Mark Gangloff         | JPN Kosuke Kitajima       |
| 2007 Melbourne | UKR Oleg Lisogor          | USA Brendan Hansen        | RSA Cameron van der Burgh |
| 2009 Roma      | RSA Cameron van der Burgh | BRA Felipe França         | USA Mark Gangloff         |
| 2011 Xangai    | BRA Felipe França         | ITA Fabio Scozzoli        | RSA Cameron van der Burgh |
| 2013 Barcelona | RSA Cameron van der Burgh | AUS Christian Sprenger    | RSA Giulio Zorzi          |
| 2015 Kazan     | GBR Adam Peaty            | RSA Cameron van der Burgh | USA Kevin Cordes          |
| 2017 Budapest  | GBR Adam Peaty            | BRA João Gomes Júnior     | RSA Cameron van der Burgh |

## 100 metrospeito
| Ano            | Ouro | Prata | Bronze |
| -------------- | --- | --- | --- |
| 1973 Belgrado  | USA John Hencken | URS Mihail Kriukin | JPN Nobutaka Taguchi |
| 1975 Cali      | GBR David Wilkie | JPN Nobutaka Taguchi | GBR David Leigh |
| 1978 Berlin    | FRG Walter Kusch | CAN Graham Smith | FRG Gerald Mörken |
| 1982 Guayaquil | USA Steve Lundquist | CAN Victor Davis | USA John Moffett |
| 1986 Madri     | CAN Victor Davis | ITA Gianni Minervini | URS Dmitri Volkov |
| 1991 Perth     | HUN Norbert Rózsa | GBR Adrian Moorhouse | ITA Gianni Minervini |
| 1994 Roma      | HUN Norbert Rózsa | HUN Károly Güttler | BEL Fred Deburghgraeve |
| 1998 Perth     | BEL Fred Deburghgraeve | CHN Zeng Qiliang | USA Kurt Grote |
| 2001 Fukuoka   | RUS Roman Sloudnov | ITA Domenico Fioravanti | USA Ed Moses |
| 2003 Barcelona | JPN Kosuke Kitajima | USA Brendan Hansen | GBR James Gibson |
| 2005 Montreal  | USA Brendan Hansen | JPN Kosuke Kitajima | FRA Hugues Duboscq |
| 2007 Melbourne | USA Brendan Hansen | JPN Kosuke Kitajima | AUS Brenton Rickard |
| 2009 Roma      | [[Ficheiro:{{country_flag_IOC_alias_Brenton Rickard\|}}\|22x20px\|border\|{{country_IOC_alias_Brenton Rickard}}]]Brenton Rickard AUS | [[Ficheiro:{{country_flag_IOC_alias_Hugues Duboscq\|}}\|22x20px\|border\|{{country_IOC_alias_Hugues Duboscq}}]]Hugues Duboscq FRA | [[Ficheiro:{{country_flag_IOC_alias_Cameron van der Burgh\|}}\|22x20px\|border\|{{country_IOC_alias_Cameron van der Burgh}}]]Cameron van der Burgh RSA |
| 2011 Xangai    | NOR Alexander Dale Oen | ITA Fabio Scozzoli | RSA Cameron van der Burgh |
| 2013 Barcelona | AUS Christian Sprenger | RSA Cameron van der Burgh | BRA Felipe Lima |
| 2015 Kazan     | GBR Adam Peaty | RSA Cameron van der Burgh | GBR Ross Murdoch |
| 2017 Budapest  | GBR Adam Peaty | USA Kevin Cordes | RUS Kirill Prigoda |
| 2019 Gwangju   | GBR Adam Peaty | GBR James Wilby | CHN Yan Zibei |

## 200 metrospeito
| Ano            | Ouro                | Prata                      | Bronze                                      |
| -------------- | ------------------- | -------------------------- | ------------------------------------------- |
| 1973 Belgrado  | GBR David Wilkie    | USA John Hencken           | JPN Nobutaka Taguchi                        |
| 1975 Cali      | GBR David Wilkie    | USA Richard Colella        | USA Nikolai Pankin                          |
| 1978 Berlin    | USA Nicholas Nevid  | URS Arsen Miskarov         | FRG Walter Kusch                            |
| 1982 Guayaquil | CAN Victor Davis    | URS Robertas Schulpa       | USA John Moffett                            |
| 1986 Madri     | HUN József Szabó    | CAN Victor Davis           | USA Steven Bentley                          |
| 1991 Perth     | USA Mike Barrowman  | HUN Norbert Rózsa          | GBR Nicholas Gillingham                     |
| 1994 Roma      | HUN Norbert Rózsa   | USA Eric Wunderlich        | HUN Károly Güttler                          |
| 1998 Perth     | USA Kurt Grote      | FRA Jean-Christophe Sarnin | HUN Norbert Rózsa                           |
| 2001 Fukuoka   | USA Brendan Hansen  | AUT Maxim Podoprigora      | JPN Kosuke Kitajima                         |
| 2003 Barcelona | JPN Kosuke Kitajima | GBR Ian Edmond             | USA Brendan Hansen                          |
| 2005 Montreal  | USA Brendan Hansen  | CAN Mike Brown             | JPN Genki Imamura                           |
| 2007 Melbourne | JPN Kosuke Kitajima | AUS Brenton Rickard        | ITA Loris Facci                             |
| 2009 Roma      | HUN Daniel Gyurta   | USA Eric Shanteau          | LTU Giedrius Titenis AUS Christian Sprenger |
| 2011 Shanghai  | HUN Dániel Gyurta   | JPN Kosuke Kitajima        | GER Christian vom Lehn                      |
| 2013 Barcelona | HUN Dániel Gyurta   | GER Marco Koch             | FIN Matti Mattsson                          |
| 2015 Kazan     | GER Marco Koch      | USA Kevin Cordes           | HUN Dániel Gyurta                           |
| 2017 Budapest  | RUS Anton Chupkov   | JPN Yasuhiro Koseki        | JPN Ippei Watanabe                          |

## 50 metrosborboleta
| Ano            | Ouro | Prata | Bronze |
| -------------- | --- | --- | --- |
| 2001 Fukuoka   | AUS Geoff Huegill | SWE Lars Frölander | GBR Mark Foster |
| 2003 Barcelona | AUS Matt Welsh | USA Ian Crocker | RUS Yevgeny Korotyshkin |
| 2005 Montreal  | RSA Roland Schoeman | USA Ian Crocker | UKR Sergiy Breus |
| 2007 Melbourne | RSA Roland Schoeman | USA Ian Crocker | DEN Jakob Schiott Andkjaer                                                                                                  |
| 2009 Roma      | [[Ficheiro:{{country_flag_IOC_alias_Milorad Čavić\|}}\|22x20px\|border\|{{country_IOC_alias_Milorad Čavić}}]]Milorad Čavić SRB | [[Ficheiro:{{country_flag_IOC_alias_Matt Targett\|}}\|22x20px\|border\|{{country_IOC_alias_Matt Targett}}]]Matt Targett AUS | [[Ficheiro:{{country_flag_IOC_alias_Rafael Muñoz\|}}\|22x20px\|border\|{{country_IOC_alias_Rafael Muñoz}}]]Rafael Muñoz ESP |
| 2011 Xangai    | BRA César Cielo | AUS Matt Targett | AUS Geoff Huegill |
| 2013 Barcelona | BRA César Cielo | AUS Eugene Godsoe | AUS Frederick Bousquet |
| 2015 Kazan     | FRA Florent Manaudou | BRA Nicholas Santos | HUN László Cseh |
| 2015 Kazan     | FRA Florent Manaudou | BRA Nicholas Santos | POL Konrad Czerniak |
| 2017 Budapest  | GBR Ben Proud | BRA Nicholas Santos | UKR Andriy Hovorov |
| 2019 Gwangju   | USA Caeleb Dressel | RUS Oleg Kostin | BRA Nicholas Santos |

## 100 metrosborboleta
| Ano            | Ouro                  | Prata                 | Bronze                  |
| -------------- | --------------------- | --------------------- | ----------------------- |
| 1973 Belgrado  | CAN Bruce Robertson   | USA Joe Bottom        | USA Robin Backhaus      |
| 1975 Cali      | USA Gregory Jagenburg | GDR Roger Pyttel      | USA William Forrester   |
| 1978 Berlin    | USA Joe Bottom        | USA Gregory Jagenburg | SWE Pär Arvidsson       |
| 1982 Guayaquil | USA Matthew Gribble   | FRG Michael Gross     | SWE Bengt Baron         |
| 1986 Madri     | USA Pablo Morales     | USA Matt Biondi       | GBR Andrew Jameson      |
| 1991 Perth     | SUR Anthony Nesty     | GER Michael Gross     | URS Viatcheslav Kulikov |
| 1994 Roma      | POL Rafał Szukała     | SWE Lars Frölander    | RUS Denis Pankratov     |
| 1998 Perth     | AUS Michael Klim      | SWE Lars Frölander    | AUS Geoff Huegill       |
| 2001 Fukuoka   | SWE Lars Frölander    | USA Ian Crocker       | AUS Geoff Huegill       |
| 2003 Barcelona | USA Ian Crocker       | USA Michael Phelps    | UKR Andriy Serdinov     |
| 2005 Montreal  | USA Ian Crocker       | USA Michael Phelps    | UKR Andriy Serdinov     |
| 2007 Melbourne | USA Michael Phelps    | USA Ian Crocker       | VEN Albert Subirats     |
| 2009 Roma      | USA Michael Phelps    | SRB Milorad Čavić     | ESP Rafael Muñoz        |
| 2011 Xangai    | USA Michael Phelps    | POL Konrad Czerniak   | USA Tyler McGill        |
| 2013 Barcelona | RSA Chad le Clos      | HUN László Cseh       | POL Konrad Czerniak     |
| 2015 Kazan     | RSA Chad le Clos      | HUN László Cseh       | SIN Joseph Schooling    |
| 2017 Budapest  | USA Caeleb Dressel    | HUN Kristóf Milák     | GBR James Guy           |
| 2017 Budapest  | USA Caeleb Dressel    | HUN Kristóf Milák     | SIN Joseph Schooling    |

## 200 metrosborboleta
| Ano            | Ouro                   | Prata                  | Bronze                 |
| -------------- | ---------------------- | ---------------------- | ---------------------- |
| 1973 Belgrado  | USA Robin Backhaus     | USA Steven Gregg       | GDR Hartmut Floecker   |
| 1975 Cali      | USA William Forrester  | GDR Roger Pyttel       | GBR Brian Brinkley     |
| 1978 Berlin    | USA Mike Bruner        | USA Steven Gregg       | GDR Roger Pyttel       |
| 1982 Guayaquil | FRG Michael Gross      | URS Sergey Fesenko     | USA Craig Beardsley    |
| 1986 Madri     | FRG Michael Gross      | NZL Anthony Mosse      | DEN Benny Nielsen      |
| 1991 Perth     | USA Melvin Stewart     | GER Michael Gross      | HUN Tamás Darnyi       |
| 1994 Roma      | RUS Denis Pankratov    | NZL Danyon Loader      | GER Chris-Carol Bremer |
| 1998 Perth     | UKR Denys Sylantyev    | FRA Franck Esposito    | USA Tom Malchow        |
| 2001 Fukuoka   | USA Michael Phelps     | USA Tom Malchow        | RUS Anatoly Polyakov   |
| 2003 Barcelona | USA Michael Phelps     | JPN Takashi Yamamoto   | USA Tom Malchow        |
| 2005 Montreal  | POL Paweł Korzeniowski | JPN Takeshi Matsuda    | CHN Peng Wu            |
| 2007 Melbourne | USA Michael Phelps     | CHN Peng Wu            | RUS Nikolay Skvortsov  |
| 2009 Roma      | USA Michael Phelps     | POL Pawel Korzeniowski | JPN Takeshi Matsuda    |
| 2011 Xangai    | USA Michael Phelps     | JPN Takeshi Matsuda    | CHN Peng Wu            |
| 2013 Barcelona | RSA Chad le Clos       | POL Pawel Korzeniowski | CHN Peng Wu            |
| 2015 Kazan     | HUN László Cseh        | RSA Chad le Clos       | POL Jan Świtkowski     |
| 2017 Budapest  | RSA Chad le Clos       | HUN László Cseh        | JPN Daiya Seto         |

## 200 metros individualmedley
| Ano            | Ouro                      | Prata               | Bronze                    |
| -------------- | ------------------------- | ------------------- | ------------------------- |
| 1973 Belgrado  | SWE Gunnar Larsson        | USA Stanley Carper  | GBR David Wilkie          |
| 1975 Cali      | HUN Andras Hargitay       | USA Steve Furniss   | URS Andrey Simornov       |
| 1978 Berlin    | CAN Graham Smith          | USA Jesse Vassallo  | URS Alexander Sidorenko   |
| 1982 Guayaquil | URS Alexander Sidorenko   | USA William Barrett | ITA Giovanni Francheschi  |
| 1986 Madri     | HUN Tamás Darnyi          | CAN Alex Baumann    | URS Vadim Yaroshchuk      |
| 1991 Perth     | HUN Tamás Darnyi          | USA Eric Namesnik   | GER Christian Gessner     |
| 1994 Roma      | FIN Jani Sievinen         | USA Greg Burgess    | HUN Attila Czene          |
| 1998 Perth     | NED Marcel Wouda          | FRA Xavier Marchand | USA Ron Karnaugh          |
| 2001 Fukuoka   | ITA Massimiliano Rosolino | USA Tom Wilkens     | AUS Justin Norris         |
| 2003 Barcelona | USA Michael Phelps        | AUS Ian Thorpe      | ITA Massimiliano Rosolino |
| 2005 Montreal  | USA Michael Phelps        | HUN László Cseh     | USA Ryan Lochte           |
| 2007 Melbourne | USA Michael Phelps        | USA Ryan Lochte     | HUN László Cseh           |
| 2009 Roma      | USA Ryan Lochte           | HUN László Cseh     | USA Eric Shanteau         |
| 2011 Xangai    | USA Ryan Lochte           | USA Michael Phelps  | HUN László Cseh           |
| 2013 Barcelona | USA Ryan Lochte           | JPN Kosuke Hagino   | BRA Thiago Pereira        |
| 2015 Kazan     | USA Ryan Lochte           | BRA Thiago Pereira  | CHN Wang Shun             |
| 2017 Budapest  | USA Chase Kalisz          | JPN Kosuke Hagino   | CHN Wang Shun             |

## 400 metros individualmedley
| Ano            | Ouro                  | Prata                | Bronze                    |
| -------------- | --------------------- | -------------------- | ------------------------- |
| 1973 Belgrado  | HUN Andras Hargitay   | USA Rod Strachan     | USA Richard Colella       |
| 1975 Cali      | HUN Andras Hargitay   | URS Andrey Simornov  | FRG Hans Joachim Geissler |
| 1978 Berlin    | USA Jesse Vassallo    | URS Sergey Fesenko   | HUN Andras Hargitay       |
| 1982 Guayaquil | BRA Ricardo Prado     | GDR Jens-Peter Bernd | URS Sergey Fesenko        |
| 1986 Madri     | HUN Tamás Darnyi      | URS Wadim Jaroshuk   | CAN Alex Baumann          |
| 1991 Perth     | HUN Tamás Darnyi      | USA Eric Namesnik    | ITA Stefano Battistelli   |
| 1994 Roma      | USA Tom Dolan         | FIN Jani Sievinen    | USA Eric Namesnik         |
| 1998 Perth     | USA Tom Dolan         | NED Marcel Wouda     | CAN Curtis Mayden         |
| 2001 Fukuoka   | ITA Alessio Boggiatto | USA Erik Vendt       | AUS Thomas Wilkens        |
| 2003 Barcelona | USA Michael Phelps    | HUN László Cseh      | TUN Oussama Mellouli      |
| 2005 Montreal  | HUN László Cseh       | ITA Luca Marin       | TUN Oussama Mellouli      |
| 2007 Melbourne | USA Michael Phelps    | USA Ryan Lochte      | ITA Luca Marin            |
| 2009 Roma      | USA Ryan Lochte       | USA Tyler Clary      | HUN Laszlo Cseh           |
| 2011 Xangai    | USA Ryan Lochte       | USA Tyler Clary      | JPN Yuya Horihata         |
| 2013 Barcelona | JPN Daiya Seto        | USA Chase Kalisz     | BRA Thiago Pereira        |
| 2015 Kazan     | JPN Daiya Seto        | HUN Dávid Verrasztó  | USA Chase Kalisz          |
| 2017 Budapest  | USA Chase Kalisz      | HUN Dávid Verrasztó  | JPN Daiya Seto            |

## 4 × 100 metros livre relay
| Ano            | Ouro | Prata                                                                                              | Bronze |
| -------------- | --- | -------------------------------------------------------------------------------------------------- | --- |
| 1973 Belgrado  | USA Estados Unidos Melvin Nash Joe Bottom Jim Montgomery John Murphy                                                    | URS União Soviética Igor Grivennikov Viktor Aboimov Vladimir Krivtsov Vladimir Bure                | GDR Alemanha Oriental Roland Matthes Roger Pyttel Peter Bruch Hartmut Floeckner                                             |
| 1975 Cali      | USA Estados Unidos Bruce Furniss Jim Montgomery Andy Coan John Murphy                                                   | FRG Alemanha Ocidental Klaus Steinbach Dirk Braunleder Kersten Meier Peter Nocke                   | ITA Itália Roberto Pangaro Paolo Barelli Claudio Zei Marcello Guarducci                                                     |
| 1978 Berlin    | USA Estados Unidos Jack Babashoff Rowdy Gaines Jim Montgomery David McCagg                                              | FRG Alemanha Ocidental Andreas Schmidt Ulrich Temp Peter Knust Klaus Steinbach                     | SWE Suécia Per Holmertz Dan Larsson Per-Ola Quist Per-Alvar Magnusson                                                       |
| 1982 Guayaquil | USA Estados Unidos Chris Cavanaugh Robin Leamy David McCagg Rowdy Gaines                                                | URS União Soviética Sergey Krassiouk Alexei Filinov Sergei Smiriaguine Alexis Markovski            | SWE Suécia Per Johansson Bengt Baron Per Holmertz Per Wikström                                                              |
| 1986 Madri     | USA Estados Unidos Tom Jager Michael Heath Paul Walace Matt Biondi                                                      | URS União Soviética Gennady Prigoda Nikolay Ewseen Sergei Smiriaguine Alexis Markovski             | GDR Alemanha Oriental Dirk Richter Jörg Woithe Sven Lodziewski Steffen Zesner                                               |
| 1991 Perth     | USA Estados Unidos Tom Jager Bret Lang Douglas Gjersten Matt Biondi                                                     | GER Alemanha Peter Sitt Dirk Richter Steffen Zesner Bengt Zigarsky                                 | URS União Soviética Gennady Prigoda Yuri Bashkatov Veniamin Tayanovich Vladimir Tkachenko                                   |
| 1994 Roma      | USA Estados Unidos Jon Olsen Josh Davis Ugur Taner Gary Hall Jr.                                                        | RUS Rússia Roman Shegolev Vladimir Predkin Vladimir Pyshnenko Alexander Popov                      | BRA Brasil Fernando Scherer Teófilo Ferreira André Teixeira Gustavo Borges                                                  |
| 1998 Perth     | USA Estados Unidos Scott Tucker Jon Olsen Neil Walker Gary Hall Jr.                                                     | AUS Austrália Michael Klim Richard Upton Adam Pine Chris Fydler                                    | RUS Rússia Alexander Popov Vladislav Kulikov Roman Yegorov Denis Pankratov                                                  |
| 2001 Fukuoka   | AUS Austrália Michael Klim Ashley Callus Todd Pearson Ian Thorpe                                                        | NED Países Baixos Mark Veens Johan Kenkhuis Klaas Erik Zwering Pieter van den Hoogenband           | GER Alemanha Stefan Herbst Torsten Spanneberg Lars Conrad Sven Lodziewski                                                   |
| 2003 Barcelona | RUS Rússia Andrey Kapralov Ivan Usov Denis Pimankov Alexander Popov                                                     | USA Estados Unidos Scott Tucker Neil Walker Ryan Wochomurka Jason Lezak                            | FRA França Romain Barnier Julien Sicot Fabien Gilot Frédérick Bousquet                                                      |
| 2005 Montreal  | USA Estados Unidos Michael Phelps Neil Walker Nate Dusing Jason Lezak                                                   | CAN Canadá Yannick Lupien Rick Say Mike Mintenko Brent Hayden                                      | AUS Austrália Michael Klim Andrew Mewing Leith Brodie Patrick Murphy                                                        |
| 2007 Melbourne | USA Estados Unidos Michael Phelps Neil Walker Cullen Jones Jason Lezak                                                  | ITA Itália Massimiliano Rosolino Alessandro Calvi Christian Galenda Filippo Magnini                | FRA França Fabien Gilot Frederick Bousquet Julien Sicot Alain Bernard                                                       |
| 2009 Roma      | USA Estados Unidos Michael Phelps Ryan Lochte Matt Grevers Nathan Adrian Garrett Weber-Gale Ricky Berens Cullen Jones   | RUS Rússia Evgeniy Lagunov Andrey Grechin Danila Izotov Alexander Sukhorukov Nikita Konovalov      | FRA França Fabien Gilot Alain Bernard Gregory Mallet Frederick Bousquet Amaury Leveaux William Meynard                      |
| 2011 Xangai    | AUS Austrália James Magnussen Matt Targett Matthew Abood Eamon Sullivan Kyle Richardson* James Roberts*                 | FRA França Fabien Gilot Alain Bernard Jérémy Stravius William Meynard                              | USA Estados Unidos Michael Phelps Garrett Weber-Gale Jason Lezak Nathan Adrian Ryan Lochte* Douglas Robison* David Walters* |
| 2013 Barcelona | FRA França Yannick Agnel Florent Manaudou Fabien Gilot Jérémy Stravius Amaury Leveaux* Grégory Mallet* William Meynard* | USA Estados Unidos Nathan Adrian Ryan Lochte Anthony Ervin James Feigen Ricky Berens* Conor Dwyer* | RUS Rússia Andrey Grechin Nikita Lobintsev Vladimir Morozov Danila Izotov Yevgeniy Lagunov* Alexander Sukhorukov*           |
| 2015 Kazan     | FRA França Mehdy Metella Florent Manaudou Fabien Gilot Jérémy Stravius Lorys Bourelly* Clément Mignon*                  | RUS Rússia Andrey Grechin Nikita Lobintsev Vladimir Morozov Alexander Sukhorukov Danila Izotov*    | ITA Itália Luca Dotto Marco Orsi Michele Santucci Filippo Magnini                                                           |
| 2017 Budapest  | USA Estados Unidos Caeleb Dressel Townley Haas Blake Pieroni Nathan Adrian Zach Apple* Michael Chadwick*                | BRA Brasil Gabriel Santos Marcelo Chierighini César Cielo Bruno Fratus                             | HUN Hungria Dominik Kozma Nándor Németh Péter Holoda Richárd Bohus                                                          |
| 2019 Gwangju   | USA Estados Unidos Caeleb Dressel Blake Pieroni Zach Apple Nathan Adrian (3) Townley Haas* Michael Chadwick*            | RUS Rússia Vladislav Grinev Vladimir Morozov Kliment Kolesnikov Evgeny Rylov Andrey Minakov*       | AUS Austrália Cameron McEvoy Clyde Lewis Alexander Graham Kyle Chalmers                                                     |

* Participaram apenas das eliminatórias.

## 4 × 200 metros livre relay
| Ano            | Ouro | Prata | Bronze |
| -------------- | --- | --- | --- |
| 1973 Belgrado  | USA Estados Unidos Kurt Krumpholz Robin Backhaus Richard Klatt Jim Montgomery                           | AUS Austrália John Kulasalu Stephen Badger Brad Cooper Mike Wenden                                             | FRG Alemanha Ocidental Klaus Steinbach Werner Lampe Peter Nocke Folkert Meeuw                                   |
| 1975 Cali      | FRG Alemanha Ocidental Klaus Steinbach Werner Lampe Hans Joachim Geissler Peter Nocke                   | GBR Grã-Bretanha Alan McClatchey Gary Jameson Gordon Downie Brian Brinkley                                     | URS União Soviética Alexandre Samsonov Anatoli Ribakov Viktor Aboimov Andrei Krilov                             |
| 1978 Berlin    | USA Estados Unidos Bruce Furniss Bill Forrester Robert Hackett Rowdy Gaines                             | URS União Soviética Sergei Rusin Andrey Krylov Vladimir Salnikov Sergey Kopliakov                              | FRG Alemanha Ocidental Andreas Schmidt Peter Knust Karsten Lippmann Frank Wenmann                               |
| 1982 Guayaquil | USA Estados Unidos Richard Saeger Jeffrey Float Kyle Miller Rowdy Gaines                                | URS União Soviética Vladimir Chemetov Juar Stukolkin Vladimir Salnikov Alexei Filinov                          | FRG Alemanha Ocidental Andreas Schmidt Dirk Korthals Rainer Henkel Michael Gross                                |
| 1986 Madri     | GDR Alemanha Oriental Lars Hinnenburg Thomas Flemming Dirk Richter Sven Lodziewski                      | FRG Alemanha Ocidental Rainer Henkel Michael Gross Alexande Schowtka Thomas Fahrner                            | USA Estados Unidos Eric Boyer Michael Heath Daniel Jorgensen Matt Biondi                                        |
| 1991 Perth     | FRG Alemanha Ocidental Peter Sitt Steffen Zesner Stefan Pfeiffer Michael Gross                          | USA Estados Unidos Troy Dalbey Melvin Stewart Daniel Jorgensen Douglas Gjertsen                                | ITA Itália Emanuele Idini Roberto Gleria Stefano Battistelli Giorgio Lamberti                                   |
| 1994 Roma      | SWE Suécia Christer Wallin Tommy Werner Lars Frölander Anders Holmertz                                  | RUS Rússia Yury Mukhin Vladimir Pyshnenko Denis Pankratov Roman Shegolev                                       | GER Alemanha Andreas Szigat Christian Keller Oliver Lampe Steffen Zesner                                        |
| 1998 Perth     | AUS Austrália Michael Klim Ian Thorpe Grant Hackett Daniel Kowalski                                     | NED Países Baixos Pieter van den Hoogenband Martijn Zuijdweg Mark van der Zijden Marcel Wouda                  | GBR Grã-Bretanha Paul Palmer Andrew Clayton Gavin Meadows James Salter                                          |
| 2001 Fukuoka   | AUS Austrália Grant Hackett William Kirby Michael Klim Ian Thorpe                                       | ITA Itália Emiliano Brembilla Matteo Pelliciari Andrea Beccari Massimiliano Rosolino                           | USA Estados Unidos Scott Goldblatt Nate Dusing Chad Carvin Klete Keller                                         |
| 2003 Barcelona | AUS Austrália Grant Hackett Craig Stevens Nicholas Sprenger Ian Thorpe                                  | USA Estados Unidos Michael Phelps Nate Dusing Aaron Peirsol Klete Keller                                       | GER Alemanha Johannes Oesterling Lars Conrad Stefan Herbst Christian Keller                                     |
| 2005 Montreal  | USA Estados Unidos Michael Phelps Ryan Lochte Peter Vanderkaay Klete Keller                             | CAN Canadá Brent Hayden Colin Russell Rick Say Andrew Hurd                                                     | AUS Austrália Nicholas Sprenger Patrick Murphy Andrew Mewing Grant Hackett                                      |
| 2007 Melbourne | USA Estados Unidos Michael Phelps Ryan Lochte Klete Keller Peter Vanderkaay                             | AUS Austrália Patrick Murphy Andrew Mewing Grant Bris Kenrick Monk                                             | CAN Canadá Brian Johns Brent Hayden Rick Say Andrew Hurd                                                        |
| 2009 Roma      | USA Estados Unidos Michael Phelps Ricky Berens Davis Walters Ryan Lochte Daniel Madwed Peter Vanderkaay | RUS Rússia Nikita Lobintsev Michail Polishuk Danila Izotov Alexander Sukhorukov Evgeniy Lagunov Sergei Perunin | AUS Austrália Henrick Monk Robert Hurley Tommaso D'Orsogna Patrick Murphy Nicholas Frost Kirk Palmer            |
| 2011 Xangai    | USA Estados Unidos Michael Phelps Peter Vanderkaay Ricky Berens Ryan Lochte David Walters* Conor Dwyer* | FRA França Yannick Agnel Grégory Mallet Jérémy Stravius Fabien Gilot Sebastien Rouault*                        | CHN China Wang Shun Zhang Lin Li Yunqi Sun Yang Jiang Yuhui*                                                    |
| 2013 Barcelona | USA Estados Unidos Conor Dwyer Ryan Lochte (5) Charlie Houchin Ricky Berens Matt McLean* Michael Klueh* | RUS Rússia Danila Izotov Nikita Lobintsev Artem Lobuzov Alexander Sukhorukov                                   | CHN China Wang Shun Hao Yun Li Yunqi Sun Yang Lü Zhiwu*                                                         |
| 2015 Kazan     | GBR Grã-Bretanha Daniel Wallace Robert Renwick Calum Jarvis James Guy Nicholas Grainger* Duncan Scott*  | USA Estados Unidos Ryan Lochte Conor Dwyer Reed Malone Michael Weiss Michael Klueh*                            | AUS Austrália Cameron McEvoy David McKeon Daniel Smith Thomas Fraser-Holmes Grant Hackett* Kurt Herzog*         |
| 2017 Budapest  | GBR Grã-Bretanha Stephen Milne Nicholas Grainger Duncan Scott James Guy Calum Jarvis*                   | RUS Rússia Mikhail Dovgalyuk Mikhail Vekovishchev Danila Izotov Aleksandr Krasnykh Nikita Lobintsev*           | USA Estados Unidos Blake Pieroni Townley Haas Jack Conger Zane Grothe Conor Dwyer* Clark Smith* Jay Litherland* |

* Participaram apenas das eliminatórias.

## 4 × 100 metros medley relay
| Ano            | Ouro | Prata | Bronze |
| -------------- | --- | --- | --- |
| 1973 Belgrado  | USA Estados Unidos Michael Stamm John Hencken Joe Bottom Jim Montgomery                                                                   | [[Image:Predefinição:Country flag IOC alias WRG\|22x20px\|border\|Predefinição:Country IOC alias WRG]]WRG [[Predefinição:Country IOC alias WRG\|Predefinição:Country IOC alias WRG]] Roland Matthes Jurgen Glas Hartmut Floeckner Roger Pyttel | CAN Canadá Ian McKenzie Peter Hrditschka Bruce Robertson Brian Phillips                                                                      |
| 1975 Cali      | USA Estados Unidos John Murphy Richard Colella Gregory Jagenburg Andy Coan                                                                | FRG Alemanha Ocidental Klaus Steinbach Walter Kusch Michael Kraus Peter Nocke | GBR Grã-Bretanha James Carter David Wilkie Brian Brinkley Gordon Downie                                                                      |
| 1978 Berlin    | USA Estados Unidos Bob Jackson Nicholas Nevid Joe Bottom David McCagg                                                                     | FRG Alemanha Ocidental Klaus Steinbach Walter Kusch Michael Kraus Andreas Schmidt | GBR Grã-Bretanha Gary Abraham Duncan Goodhew John Mills Martin Smith                                                                         |
| 1982 Guayaquil | USA Estados Unidos Rick Carey Steve Lundquist Matthew Gribble Rowdy Gaines                                                                | URS União Soviética Vladimir Chemetov Youri Kiss Alexei Markovski Sergei Smiriaguine | FRG Alemanha Ocidental Stefan Peter Gerald Moerken Michael Gross Andreas Schmidt                                                             |
| 1986 Madri     | USA Estados Unidos Daniel Veatch David Lundberg Pablo Morales Matt Biondi                                                                 | FRG Alemanha Ocidental Frank Hoffmeister Bert Goebel Michael Gross Andre Schadt | URS União Soviética Igor Polyansky Dimitri Volkov Alexei Markowski Nikolai Ewseew                                                            |
| 1991 Perth     | USA Estados Unidos Jeff Rouse Eric Wunderlich Mark Henderson Matt Biondi                                                                  | URS União Soviética Vladimir Shemetov Dimitri Volkov Viatcheslav Kulikov Veniami Troianovitch | GER Alemanha Frank Hoffmeister Christian Poswiat Michael Gross Dirk Richter                                                                  |
| 1994 Roma      | USA Estados Unidos Jeff Rouse Eric Wunderlich Mark Henderson Gary Hall Jr.                                                                | RUS Rússia Vladimir Selkov Vasily Ivanov Denis Pankratov Alexander Popov | HUN Hungria Tamás Deutsch Norbert Rózsa Péter Horváth Attila Czene                                                                           |
| 1998 Perth     | AUS Austrália Matt Welsh Phil Rogers Michael Klim Chris Fydler                                                                            | USA Estados Unidos Lenny Krayzelburg Kurt Grote Neil Walker Gary Hall Jr. | HUN Hungria Attila Czene Norbert Rózsa Péter Horváth Attila Zubor                                                                            |
| 2001 Fukuoka   | AUS Austrália Matt Welsh Regan Harrison Geoff Huegill Ian Thorpe                                                                          | GER Alemanha Steffen Driesen Jens Kruppa Thomas Rupprath Torsten Spanneberg | RUS Rússia Vladislav Aminov Dimitri Komornikov Vladislav Kulikov Dimitri Tchernychev                                                         |
| 2003 Barcelona | USA Estados Unidos Aaron Peirsol Brendan Hansen Ian Crocker Jason Lezak                                                                   | RUS Rússia Arkady Vyatchanin Roman Ivanovsky Igor Marchenko Alexander Popov | JPN Japão Tomomi Morita Kosuke Kitajima Takashi Yamamoto Daisuke Hosokawa                                                                    |
| 2005 Montreal  | USA Estados Unidos Aaron Peirsol Brendan Hansen Ian Crocker Jason Lezak                                                                   | RUS Rússia Arkady Vyatchanin Dmitry Komornikov Igor Marchenko Andrey Kapralov | JPN Japão Tomomi Morita Kosuke Kitajima Ryo Takayasu Daisuke Hosokawa                                                                        |
| 2007 Melbourne | AUS Austrália Matt Welsh Brenton Rickard Andrew Lauterstein Eamon Sullivan                                                                | JPN Japão Tomomi Morita Kosuke Kitajima Takashi Yamamoto Daisuke Hosokawa | RUS Rússia Arkady Vyatchanin Dmitry Komornikov Nikolay Skvortsov Evgeny Lagunov                                                              |
| 2009 Roma      | USA Estados Unidos Aaron Peirsol Eric Shanteau Michael Phelps David Walters Mattew Grevers Mark Gangloff Tyler McGill Nathan Adrian       | GER Alemanha Helge Meeuw Hendrik Feldwehr Benjamin Starke Paul Biedermann | AUS Austrália Ashley Delaney Brenton Rickard Andrew Lauterstein Matthew Targett Christian Sprenger                                           |
| 2011 Xangai    | USA Estados Unidos Nick Thoman Mark Gangloff Michael Phelps Nathan Adrian David Plummer* Eric Shanteau* Tyler McGill* Garrett Weber-Gale* | AUS Austrália Hayden Stoeckel Brenton Rickard Geoff Huegill James Magnussen Ben Treffers* Christian Sprenger* Sam Ashby* James Roberts* | GER Alemanha Helge Meeuw Hendrik Feldwehr Benjamin Starke Paul Biedermann Markus Deibler*                                                    |
| 2013 Barcelona | FRA França Camille Lacourt Giacomo Perez d'Ortona Jérémy Stravius Fabien Gilot                                                            | AUS Austrália Ashley Delaney Christian Sprenger Tommaso D'Orsogna James Magnussen Kenneth To* Cameron McEvoy* | JPN Japão Ryosuke Irie Kosuke Kitajima Takuro Fujii Shinri Shioura                                                                           |
| 2015 Kazan     | USA Estados Unidos Ryan Murphy Kevin Cordes Tom Shields Nathan Adrian Matt Grevers* Cody Miller* Tim Phillips* Ryan Lochte*               | AUS Austrália Mitch Larkin Jake Packard Jayden Hadler Cameron McEvoy David Morgan* Kyle Chalmers* | FRA França Camille Lacourt Giacomo Perez-Dortona Mehdy Metella Fabien Gilot                                                                  |
| 2017 Budapest  | USA Estados Unidos Matt Grevers Kevin Cordes Caeleb Dressel Nathan Adrian (3+1*) Ryan Murphy* Cody Miller* Tim Phillips* Townley Haas*    | GBR Grã-Bretanha Chris Walker-Hebborn Adam Peaty James Guy Duncan Scott Ross Murdoch* | RUS Rússia Evgeny Rylov Kirill Prigoda Aleksandr Popkov Vladimir Morozov Grigoriy Tarasevich* Anton Chupkov* Daniil Pakhomov* Danila Izotov* |

* Participaram apenas de eliminatórias.